# Псефология
Псефологията е дял от политологията, който се занимава с изучаването и научния анализ на изборите и избирателните тенденции.
Терминът идва от гръцки език: ψῆφος (psephos), „камъче“, тъй като в Древна Гърция камъчета са се използвали като бюлетини за упражняването на глас. Терминът е въведен в употреба през 1948 година от британския философ и ректор на колежа „Корпус Кристи“ Уилям Франсис Рос („Франк“) Харди, след като е бил попитан от приятеля му, историкът Роналд Бюкенън Маккалъм, да предложи название на науката за изборите. В писмен вид се появява за първи път в статията "British General Election of 1951" на Дейвид Бътлър от 1952 година.
Псефологията изучава и прави статистически анализ на изборните резултати, използвайки за източници исторически гласоподавателни данни, допитвания до общественото мнение, информация за финансирането на кампаниите, и други статистически данни. Необходими са познания по демография, политика, статистика.